# Главное управление уголовного розыска МВД России
Главное управление уголовного розыска — самостоятельное структурное подразделение центрального аппарата Министерства внутренних дел Российской Федерации по раскрытию уголовных преступлений.

## История
История уголовного сыска в России начинается с учреждения Сыскного приказа в 1619 году ещё при Русском царстве. Он просуществовал до 1722 года и образования Российской империи. В этом же году ведомство было преобразовано в Розыскную экспедицию. За всё время существования несколько раз меняло названия, пока в 1886 году не было преобразовано в Сыскную часть при департаменте полиции МВД Российской империи. В этом виде оно просуществовало до Октябрьской революции 1917 года и было упразднено и вместо него, 5 октября 1918 года, был образован Центророзыск. Затем он ненадолго был заменён Центральным административным управлением и, в декабре 1927 года уголовный розыск был образован вновь.

## Структура
- Организационно-аналитическое управление;
- Управление организации оперативно-розыскной деятельности;
- Управление организации борьбы с преступлениями против личности;
- Управление организации борьбы с преступлениями против собственности;
- Управление по раскрытию преступлений и сопровождению уголовных дел, вызвавших большой общественный резонанс;
- Управление по борьбе с организованной преступностью общеуголовной направленности[2].